# Negele Boran
Pour les articles homonymes, voir Negele (homonymie).
Negele Boran (aussi appelée Negele Borana, Neghelle ou plus simplement Negele) est une ville et un woreda du sud de l'Éthiopie. Avec 35 234 habitants en 2007, c'est la plus grande ville de la zone Guji de la région Oromia.
Située vers 1 500 m d'altitude, Negele est à près de 600 km d'Addis-Abeba sur la route en direction de Dolo et de la Somalie.
La ville est dotée d'un aéroport.
Au recensement national de 2007, Negele constitue un woreda urbain, séparé de Liben, le woreda majoritairement rural qui l'entoure.
La population de Negele, 35 234 habitants, est entièrement urbaine.
La majorité (55 %) de ses habitants sont musulmans, 34 % sont orthodoxes, 8 % protestants et 2 % sont de religions traditionnelles africaines.